# Autumn Variations
Autumn Variations é o sétimo álbum de estúdio do cantor-compositor Ed Sheeran, lançado pela sua gravadora Gingerbread Man Records em 29 de setembro de 2023. Foi o seu segundo projeto de 2023 desde - (Subtract), lançado quatro meses antes, e seu primeiro álbum de estúdio do qual ele detém os direitos autorais. É também o seu primeiro álbum de estúdio não-colaborativo com um título que não é um símbolo matemático.

## Antecedentes
Ed Sheeran anunciou o álbum em 24 de agosto de 2023. Ele descreveu: “No outono passado, descobri que meus amigos e eu estávamos passando por muitas mudanças em nossas vidas. Depois do calor do verão, tudo se acalmou, se estabeleceu, desmoronou, chegou ao alto ou implodiu”. Ele também acrescentou: “Meu pai e meu irmão me contaram sobre um compositor chamado Elgar, que compôs Enigma Variations, onde cada uma das 14 composições era sobre um amigo diferente. Foi isso que me inspirou a fazer este álbum".

## Recepção critica
Autumn Variations recebeu uma pontuação de 58 de 100 no agregador de criticas Metacritic baseada em quatro críticas de críticos, indicando recepção "mista ou média". James Hall do The Telegraph deu ao álbum cinco estrelas e a chamou de "Bruto, more absorvente e mais variado do que o monótono Subtract", opinando que "Sheeran parece um David Gray sobrecarregado. Crescido. Energizado. Esquece o outono, isso parece um álbum de um novo e brilhante amanhecer." Helen Brown do The Independent, descobriu que Sheeran "Adere o estilo busker 'n' beats que o faz ele o artista mais vendido da década passada." e no álbum ele é "em um modo suave, emocional, em vez do rabungenta pista de dança do Collaborations". Thomas Smith da NME escreveu que "O nuance and especificidade das composições de seu último álbum estão praticamente ausentes, Ao invés disso, Autumn Variations está a deslizar sem rumo no Instagram, fotos borradas dos seguidores dos acontecimentos frondosos dos seguidores passando zunindo em um torpor distraído."

## Lista de músicas
Todas as músicas compostas por Ed Sheeran e Aaron Dessner, exceto onde indicado. Toda as faixas foram produzidas por A. Dessner, exceto "Spring", que foi produzida por Bryce Dessner..
| N.º            | Título                   | Duração |  |
| 1.             | "Magical"                |         |  |
| 2.             | "England"                |         |  |
| 3.             | "Amazing"                |         |  |
| 4.             | "Plastic Bag"            |         |  |
| 5.             | "Blue"                   |         |  |
| 6.             | "American Town"          |         |  |
| 7.             | "That's on Me"           |         |  |
| 8.             | "Page"                   |         |  |
| 9.             | "Midnight"               |         |  |
| 10.            | "Spring"                 |         |  |
| 11.            | "Punchline"              |         |  |
| 12.            | "When Will I Be Alright" |         |  |
| 13.            | "The Day I Was Born"     |         |  |
| 14.            | "Head > Heels"           |         |  |
| Duração total: | Duração total:           | 49:13   |  |